# Maija Einfelde
Maija Einfelde (Valmiera, 2 de gener de 1939) és una compositora de Letònia.

## Biografia
Maija Einfelde va néixer a Valmiera, Lètonia, i va començar els seus estudis de música amb la seva mare, qui era organista d'esglèsia. Va continuar la seva educació a l'escola de música Alfrēds Kalniņš a Cēsis, a la facultat de música de Jāzeps Mediņš a Riga, i llavors va entrar al Conservatori de Letònia en 1966, estudiant composició amb Jānis Ivanov. Després de graduar-se, ha ensenyat teoria de música i composició a l'Alfrēds Kalniņš Escola de Música de Cēsis, a la facultat de música Emīls Dārziņš i Jāzeps Mediņš. Té un fill, l'escriptor Jānis Einfelds.
Les obres d'Einfelde han estat interpretades internacionalment, incloent-hi actuacions del Cor Universitari Brigham Young, el Cor de Cambra Vancouver, la Coral Ciutat de Kansas dels EUA, el Cor Radiofònic dels Països Baixos, i en Carnegie Hall, de la ciutat de Nova York.

## Honors i Premis
- Primer Premi, Llegat Barlow del Concurs de Música, 1997
- Gran Premi de Música de Letònia, 1997
- Premi del Ministeri de Cultura de la República de Letònia, 1999[1]

## Obres
Einfelde compon principalment música coral, d'orgue i de cambra. Algunes obres escollides són:
- 1982 Hijoāte meditācija (Sonata-Meditació) per a viola y piano
- 1985 Segona Sonata per a violí i piano
- 1989 Crucifixus per a orgue solista
- 1990 Lullaby, per a cor de dones
- 1993 Quartet de Corda per a dos violins, viola y violoncel
- 1994 Ave Maria per a orgue
- 1994 Adagio per a violí, cello, y piano
- 1994 Pirms saules rieta (Abans del capvespre) per a clarinet, viola y piano
- 1995 Ave Maria per a cor femení i orgue
- 1996 Pastel zemes tālās... (A la vora de la Terra...), quart oratori per a cor mixt
- 1998 Ave Maria per a orgue i cor mixt
- 1998 Salmo 15 per a cor mixt
- 1999 Sanctus per a orgue solista
- 1999 Prelūdija (Preludi) per a oboè i viola
- 2000 Skerco (Scherzo) per a violoncel solista
- 2002 Noktirne (Nocturne) per a arpa
- 2003 Cikls ar Friča Bārdas dzeju (Tres Poemes per Fricis Bārda) per a cor mixt
- 2006 Divas mīlas dziemsas (Dos Cançons d'Amor) per a 12 veus
- 2002 Simfonia[2]

Les seves composicions han estat enregistrades i editades en CD incloent-hi:
- No Tevis (De Tu) // Cor femení Dzintars @– 1995, Riga Estudi d'Enregistrament
- Ave Maria // Cor Femení Dzintars @– [1996/97]
- Trīs jūras dziesmas (Tres Cançons del Mar) per a oboè, corn francès i orquestra de cordes// Rīgas kamermūziķi [Recopilació de música letona del segle XX ] – 1998, BRIZE
- Gloria per a piccolo, trompeta i orgue / mit Edwart H. Tarr, Irmtraud Krüger, 1998, KREUZ PLUS: MUSIK, MÁS. NR. 1627
- Pastel zemes tālās... (A la vora de la Terra) / Cantants de Càmbra Radiofònics letons, Director Kaspars Putniņš @– [Autor CD] @– 1999
- 15.º Salm / Cor Radiofònic letó, Director Sigvards Kļava @– 8'49" / Latviešu mūzika Rīgā @– 1999
- Maija balāde (Mayo Ballad) // Mileni letó Clàssics @– 2000, UPE CLASSICS
- Noktirne (Nocturn) / Divejāda saule tek. Música Nova letona @– 2003, LR CD 043
- Monologs (Monòlegs) per a cello i piano // Spēlē Māris Villerušs CD 1 @– 2003
- Dramatiskais Diálogos // Negaidīta atklāsme (Inspiració Inesperada) @– 2003, Riga Companyia d'Enregistrament
- Señorēnu sala (L'illa de les sirenes) / Vocals ensemble Putni, dirigent artístic Antra Dreģe // Vokālais ansamblis Putni. Pamošanās @– 2003, PUTNI
- Sonata per a Violí i Òrgue / Jānis Bulavs i Larisa Bulava // Música Nova letona. Latviešu jaunā mūzika @– 2004, Jānis Bulavs [enregistrat al Canadà] // Saules lēkts @– 2005, LMIC& Cor Radiofònic letó, LMIC CD-2005-3
- Ave Maria // Quartets de Corda letona. Latviešu stīgu kvarteti – 2008[3]